# Relações entre Camboja e Coreia do Norte

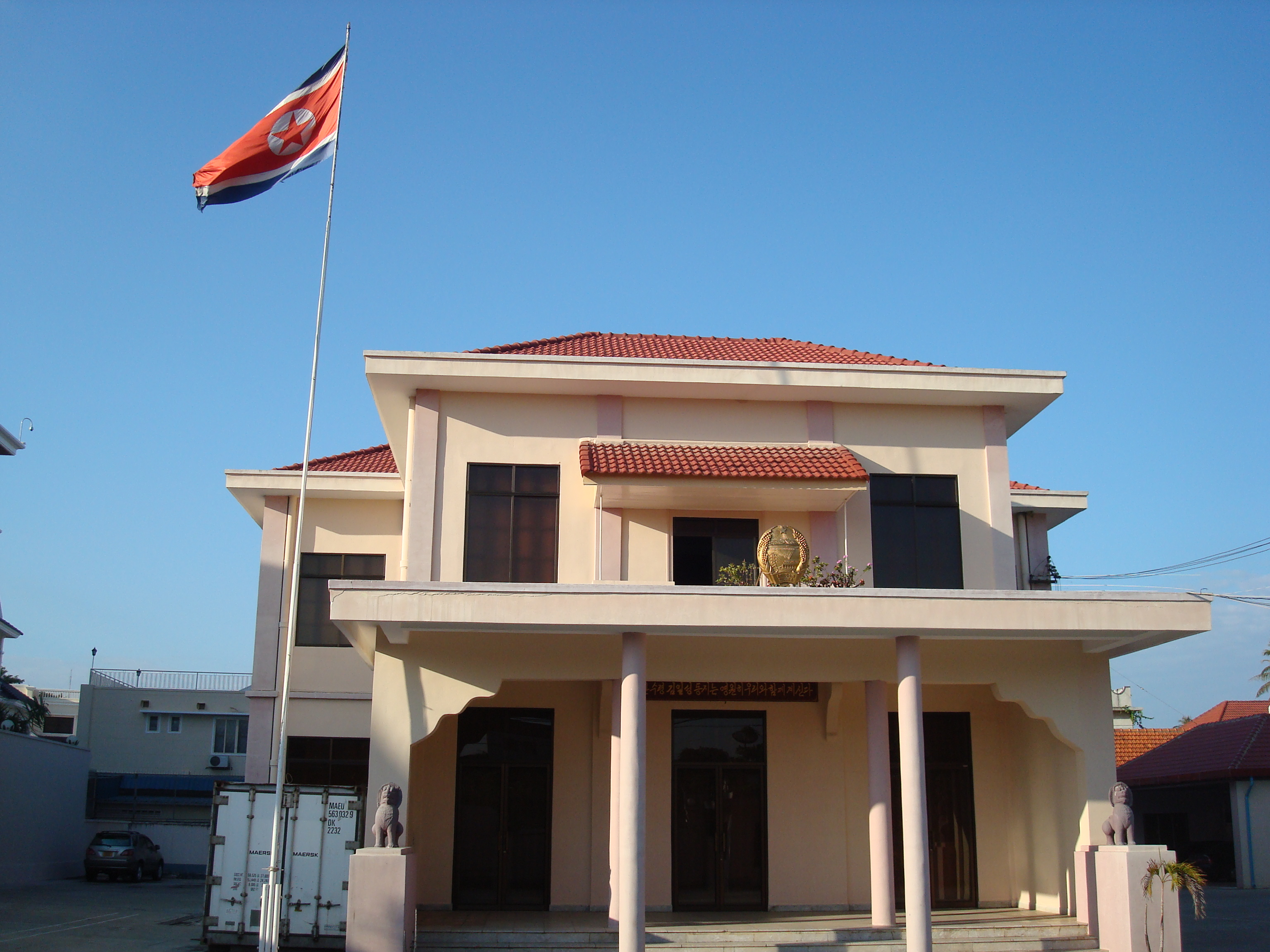
Embaixada da Coreia do Norte em Phnom Penh, Camboja.

As relações entre Camboja e Coreia do Norte referem-se às relações bilaterais entre o Reino do Camboja e a República Popular Democrática da Coreia. A Coreia do Norte tem uma embaixada em Phnom Penh e o Camboja tem uma embaixada em Pyongyang. A embaixada norte-coreana está localizada na Avenida Sihanouk, Phnom Penh, diretamente adjacente à residência do primeiro ministro.
O relacionamento teve inicio em 1965, quando Norodom Sihanouk do Camboja encontrou Kim Il-Sung em Jacarta, na Indonésia. Depois que Sihanouk foi deposto em 1970, a Coreia do Norte continuou a apoiar seu governo no exílio. Em 1974, a Coreia do Norte construiu um palácio para Sihanouk, perto de Pyongyang, chamado Palácio Changsuwon. Quando o Khmer Vermelho foi removido por uma invasão vietnamita em 1979, a Coreia do Norte apoiou Sihanouk em um novo governo do exílio. Ele residiu regularmente na Coreia do Norte até 1991, quando se tornou rei do Camboja. Depois retornou ao Camboja como Rei, levando indivíduos norte-coreanos como guarda-costas. 
O Camboja foi sugerido como intermediário entre a Coreia do Norte e a Coreia do Sul. Uma delegação comercial da Coreia do Norte visitou o Camboja em 2011. 

## Comércio
O Camboja e a Coreia do Norte tem um pequeno relacionamento em relação ao comércio. Um dos principais investimentos da Coreia do Norte no Camboja é a construção e gestão do Museu Angkor Paranoma em Siem Reap, que celebra o antigo império Angkor, com a Coreia do Norte recebendo lucros do museu durante a primeira década e a segunda década, lucros que seriam divididos entre o Camboja e a Coreia do Norte. 
A Coreia do Norte também tem restaurantes patrióticos, performances e uma forte presença diplomática no país. 